# Certeze (gmina)
Certeze – gmina w Rumunii, w okręgu Satu Mare. Obejmuje miejscowości Certeze, Huta-Certeze i Moișeni. W 2011 roku liczyła 5636 mieszkańców.